# Бароцци де Эльс, Иван Антонович
Иван Антонович Бароцци де Эльс (1805, Российская империя — 19 апреля [1 мая] 1863, Иркутск) — российский металлург, геолог, горный инженер в чине генерал-майора. В 1835—1846 годах управляющий Каменского завода.

## Биография
Иван Антонович происходил из дворян Московской губернии. Его отец Антон Матвеевич был горным инженером, служил в Горной экспедиции Кабинета Его Императорского Величества в чине обер-гиттенфервалтера, а также в Монетном департаменте Берг-коллегии.
14 декабря 1816 года 14-летний Иван Антонович Бароцци де Эльс начал учёбу в Горном кадетском корпусе. После окончания учёбы 5 сентября 1824 года получил чин унтер-офицера и в 1825 году поступил на службу в Санкт-Петербургский завод. В 1826 году служил дежурным штаб-офицером кадетского корпуса.
С 1827 году в чине шихтмейстера состоял в штате Грузинской экспедиции, где занимался геологическими исследованиями в Армянской области. Провёл фундаментальные горно-геологические исследования окрестностей озера Гокча, на которые впоследствии ссылался В. И. Вернадский в «Опыте описательной минералогии». В этот период в обязанности Бароцци де Эльса также входил надзор за работой Тифлисского Монетного двора, нефтяных колодцев Баку, управление Грузинским горным казначейством. Для проработки возможности строительства в Баку стекольного завода занимался исследованием природных горячих газов. За время работы в Грузии Иван Антонович составил подробную записку о состоянии горного дела в регионе с чертежами и планами горных заводов. Впервые описал грязевые вулканы в окрестностях Баку, опубликовав исследование в Горном журнале. 8 января 1829 года получил чин берггетварена 12 класса, 30 декабря 1830 года — чин гиттенфервалтера 10 класса, 31 июля 1831 года — чин маркшейдера 9 класса.
В 1831 году Бароцци де Эльс перешёл на службу чиновником особых поручений по Оружейной фабрике Златоустовских заводов. В этом же году составил историческое описание Златоустовских заводов для включения в краткую историю Оренбургского края. В 1832 году по собственной инициативе перешёл на службу помощником управляющего чертёжной мастерской Златоустовских заводов. В 1833 году служил на Екатеринбургских заводах пробирером лаборатории, сопровождал обозы с золотом и платиной в Санкт-Петербург. В 1835—1846 годах был управляющим Каменского завода. В годы его руководства на заводе отливались из чугуна и обтачивались артиллерийские стволы и сферические снаряды разных калибров. Иван Антонович внёс большой вклад в развитие и реконструкцию завода: модернизировал воздуходувки для повышения производительности доменной печи, внедрил новые сверлильные станки на водяной тяге.
В 1846 году служил помощником горного начальника Гороблагодатских заводов, в 1847 году — помощником горного начальника Екатеринбургских заводов. В 1847 году был отправлен в Нижнеудинский округ для организации строительства железоделательного завода вблизи от недавно открытого Долоновского железорудного месторождения в устье Оки. В 1848—1853 годах под руководством Бароцци де Эльса велось строительство Николаевского железоделательного завода. За постройку завода Иван Антонович был награждён орденом Святой Анны II степени с императорской короной.
В 1855 (по другим данным, в 1854 году) году переехал в Иркутск, где был назначен ревизором по чугунно-железному и солеваренному производству при Главном управлении Восточной Сибири с правами Уральского берг-инспектора. В 1856 году проводил инспекцию Петровского и Николаевского заводов. В 1857 году Иван Антонович был командирован в Нерчинский горный округ для оценки местных месторождений и выбора места под строительство нового металлургического завода. Экспедиция обследовала несколько месторождений железных руд.
В 1858 году по поручению Н. Н. Муравьёва-Амурского руководил испытаниями первых пароходов на Байкале, построенных на верфи в посёлке Листвянка.
В 1860 (по другим данным, в 1858 году) году был произведён в генерал-майоры.
Скончался 19 апреля 1863 года в Иркутске. Похоронен на Иерусалимском кладбище в Иркутске.

## Семья
В семье Ивана Антоновича воспитывался сын и три дочери, родившиеся в Каменске-Уральском.

## Награды и звания
- Орден Святого Станислава 4 степени (1836)[13]
- Орден Святого Станислава 3 степени (1840)[13]
- Орден Святой Анны 3 степени (1850)[7]
- Орден Святой Анны 2-й степени с императорской короной (1856)[7]